# Извержение вулкана на Мартинике
«Извержение вулкана на Мартинике» (фр. Éruption volcanique à la Martinique) — французский немой короткометражный фильм 1902 года режиссёра Жоржа Мельеса (фр. Georges Méliès).
Ремейк фильма «Катастрофа на Мартинике».

## Сюжет
На заднем плане видна гора Пеле, на переднем — город Сен-Пьер и море. Сначала Вулкан лишь слабо дымится, но постепенно потоки лавы извергаются всё сильнее и к концу фильма уже весь город охвачен пожаром, повсюду валит дым.

## Художественные особенности
В роли вулкана был макет, а дома были игрушки. Но фильм был сделан так живо, будто Мельес пожертвовал жизнью ради фильма.

## Интересные факты
- Фильм основан на реальном извержении вулкана Монтань-Пеле, когда 8 мая 1902 года ураган из камня и пепла в несколько минут снёс до основания цветущий город Сен-Пьер.
- К 100-летию фильма фильм расцветили от руки.
- Извержение вулкана на Мартинике стал 397 фильмом компании Мельеса Стар-Фильм, что отображено во вступительных титрах фильма.
- В этом же году, чуть ранее Мельеса, вышел фильм Фернана Зекка — «Катастрофа на Мартинике», так же основанный на событиях в Сен-Пьере.